# Mellemørebetændelse
Mellemørebetændelse (Latin: otitis media) er betændelse i mellemøret. 
Ved såkaldt akut mellemørebetændelse (Akut otitis media, AOM) kan betændelsen opstå ved infektion med vira eller bakterier fra for eksempel forkølelse eller influenza.
Behandling af akut mellemørebetændelse kan forsøges med antibiotika, men der er dog ikke nødvendigvis nogen større effekt.

## Henvisning
1. ↑  Mikkel Holmelund. "Akut mellemørebetændelse". netdoktor.dk.
2. ↑  Jack Froom og andre (1997). "Antimicrobials for acute otitis media? a review from the international primary care network". BMJ. 315.